# Škoda 67E
Škoda 67E (seria 125.8 ŽSSK, seria E 469.5 ČSD) – dwusekcyjna lokomotywa elektryczna, produkcji czeskich zakładów Škoda. Seria wyprodukowana została w 1975 roku dla kolei czechosłowackich, następnie wykorzystywana jako podstawowy tabor trakcyjny na słowackiej szerokotorowej linii kolejowej nr 102 A (ŠRT).

## Historia
Zostały zbudowane w 1975 na bazie zmodyfikowanych jednosekcyjnych elektrowozów serii 123 (E 469.3), które dostosowano do jazdy w tandemie i poruszania się po torze o rozstawie 1520/1524 mm.
Wyprodukowano łącznie 22 sztuki lokomotyw serii 125.8. Wszystkie one należą obecnie do słowackiego przewoźnika państwowego ZSSK Cargo i stacjonują w lokomotywowni Haniska pri Košiciach.
Wersją pochodną lokomotyw typu 67E były jednoczłonowe 130 (E.479.0) oraz produkowane dla Polski ET40.

## Eksploatacja
Lokomotywy serii 125.8 (E 469.5) wykorzystywane są tylko na linii szerokotorowej ŠRT. Pracują na odcinku Maťovce ŠRT – Haniska pri Košiciach ŠRT.
Pociąg towarowy po linii kolejowej nr 102 (ŠRT) prowadzą zawsze dwie lokomotywy serii 125.8, dodatkowo zaś na odcinku Trebišov ŠRT – Slančík ŠRT dołączany jest jeszcze jeden elektrowóz serii 125.8 który pracuje w charakterze lokomotywy popychającej.